# 1819 в Україні

## Події
- Чугуївське повстання 1819

## Особи

### Народились
- 2 січня, Северин Моравський (1819—1900) — львівський латинський архієпископ, доктор гоноріс кауза.
- 29 січня, Покровський Григорій Іванович (1819—1897) — купець ІІ гільдії, Київський міський голова в 1853 та 1857—1860 роках.
- 28 лютого, Варлаам (Чернявський) (1819—1889) — єпископ Мінський і Туровський.
- 2 березня, Сементовський Микола Максимович (1819—1879) — український письменник, історик, археолог і краєзнавець.
- 27 березня, Заклинський Олексій Онуфрійович (1819—1891) — священик УГКЦ, поет та композитор, посол Галицького крайового сейму (1870—1876 роки) та австрійського парламенту (Райхсрату) 1873—1879.
- 14 червня, Витвицький Софрон (1819—1879) — греко-католицький священик, літератор, етнограф на Гуцульщині, посол до Галицького сейму (1861).
- 14 липня, Великдан Степан Петрович (1819—1879) — український пасічник, організатор наукового пасічникарства на історичній Гетьманщині.
- 7 серпня, Куліш Пантелеймон Олександрович (1819—1897) — український письменник, фольклорист, етнограф, мовознавець, перекладач, критик, редактор, видавець.
- 27 серпня, Ґалаґан Григорій Павлович (1819—1888) — громадський діяч, українофіл, меценат, великий поміщик на Полтавщині і Чернігівщині.
- 22 жовтня, Кароль Мікулі (1819—1897) — композитор, концертуючий піаніст, диригент, педагог, музичний фольклорист та музично-громадський діяч.
- 26 жовтня, Терещенко Нікола Артемійович (1819—1903) — український підприємець та благодійник, таємний радник, почесний громадянин міста Києва.
- 3 листопада, Графф Віктор Єгорович (1819—1867) — піонер степового лісорозведення.
- Бейм Соломон Абрамович (1819—1867) — виконувач обов'язків Таврійського і Одеського гахама (1855—1857), старший газзан і вчитель в Чуфут-Кале (1841—1853), старший газзан в Одесі (1860—1867).
- Гребінка Микола Павлович (1819—1880) — архітектор, академік архітектури, дійсний статський радник.
- Йозеф Енґель (1819—1888) — львівський архітектор, творив у стилях класицизму та історизму.
- Негребецький Юліян (1819—1878) — греко-католицький священик, громадський діяч, посол Галицького сейму 1-го скликання.
- Самонов Микола Петрович (1819—1898) — головний архітектор Києва у 1849—1869 роках.

### Померли
- 7 лютого, Іоанікій (Никифорович-Полонський) (1742—1819) — єпископ РПЦ (синодальної), архієпископ Подільський і Брацлавський у правобережній Україні.
- 27 лютого, Домонтович Федір Даміанович (1752—1819) — педагог, ректор Переяславської семінарії, протоієрей Переяславського Вознесенського собору.
- 30 квітня, Вацлав Ганн (1763—1819) — австрійський поет, літератор, професор філології та естетики Львівського університету, ректор Львівського університету в 1791—1792 роках.
- 18 серпня, Каменський Іван Петрович (1773—1819) — російський і український лікар.
- Францішек Ксаверій Браницький (1730—1819) — польський державний діяч, великий гетьман коронний Польщі, генерал від інфантерії російської служби.
- Маркі Антон (1760—1819) — румунський педагог і громадсько-культурний діяч.
- Рафаїл Мишка-Холоневський (? — 1819) — шляхтич, урядник Королівства Польського та монархії Габсбургів. З 1798 року граф монархії Габсбургів.

## Засновані, створені
- Київська духовна академія (1819—1918)
- Волинський ліцей
- Георгіївська церква (Могилів-Подільський)
- Долинське (Ренійський район)
- Маргенау
- Полівці-Колонія
- Цебрикове

## Зникли, скасовані
- Український вісник (1816—1819)